# Literatura săsească

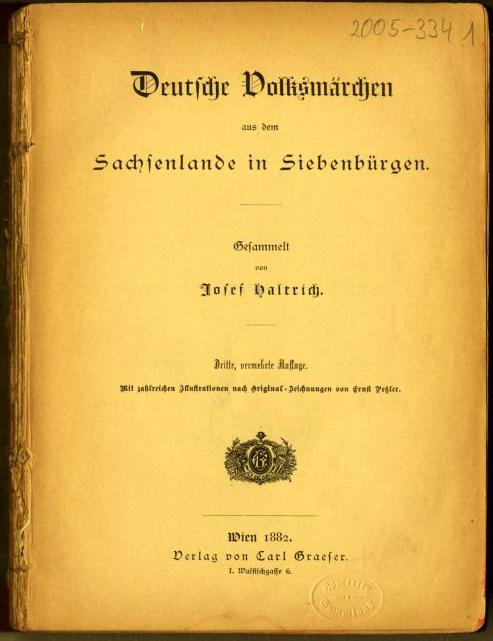
Coperta povestirilor populare germane din Transilvania (Deutsche Volksmärchen aus dem Sachsenlande in Siebenbürgen) de Josef Haltrich, publicată la Viena, Austro-Ungaria în 1882.

Literatura săsească (în germană Die Siebenbürgisch-Sächsische Literatur) este o formă de literatură regională a minorității germane din Transilvania care reprezintă totalitatea operelor literare scrise în dialectul săsesc (un dialect al limbii germane vorbit în Transilvania, România încă din Evul Mediu) și limba germană standard de către diverși scriitori sași de-a lungul timpului. Aceste opere literare includ atât cele scrise în proză, cât și în genul liric, de la basme populare la poezii și rugăciuni. În plus, literatura săsească, în sens mai larg, poate include și opere literare scrise de scriitori sași în latină și română.
Literatura săsească poate fi percepută ca o ramură a literaturii germane din Europa Centrală și de Est, dar și scrisă într-un anumit dialect regional, nativ unei comunități germanofone, și, astfel, nu numai în forma standard a limbii germane (i.e., Hochdeutsch). Printre scriitorii sași renumiți se numără Josef Haltrich (un liceu din Sighișoara/Schäßburg îi poartă numele până în ziua de astăzi) și Dutz Schuster (care este considerat omologul literar al lui Ion Luca Caragiale în literatura săsească). Literatura săsească face parte atât din literatura română cât și din literatura germană. De asemenea, literatura săsească este o parte constitutivă foarte importantă a culturii săsești.

## Origini

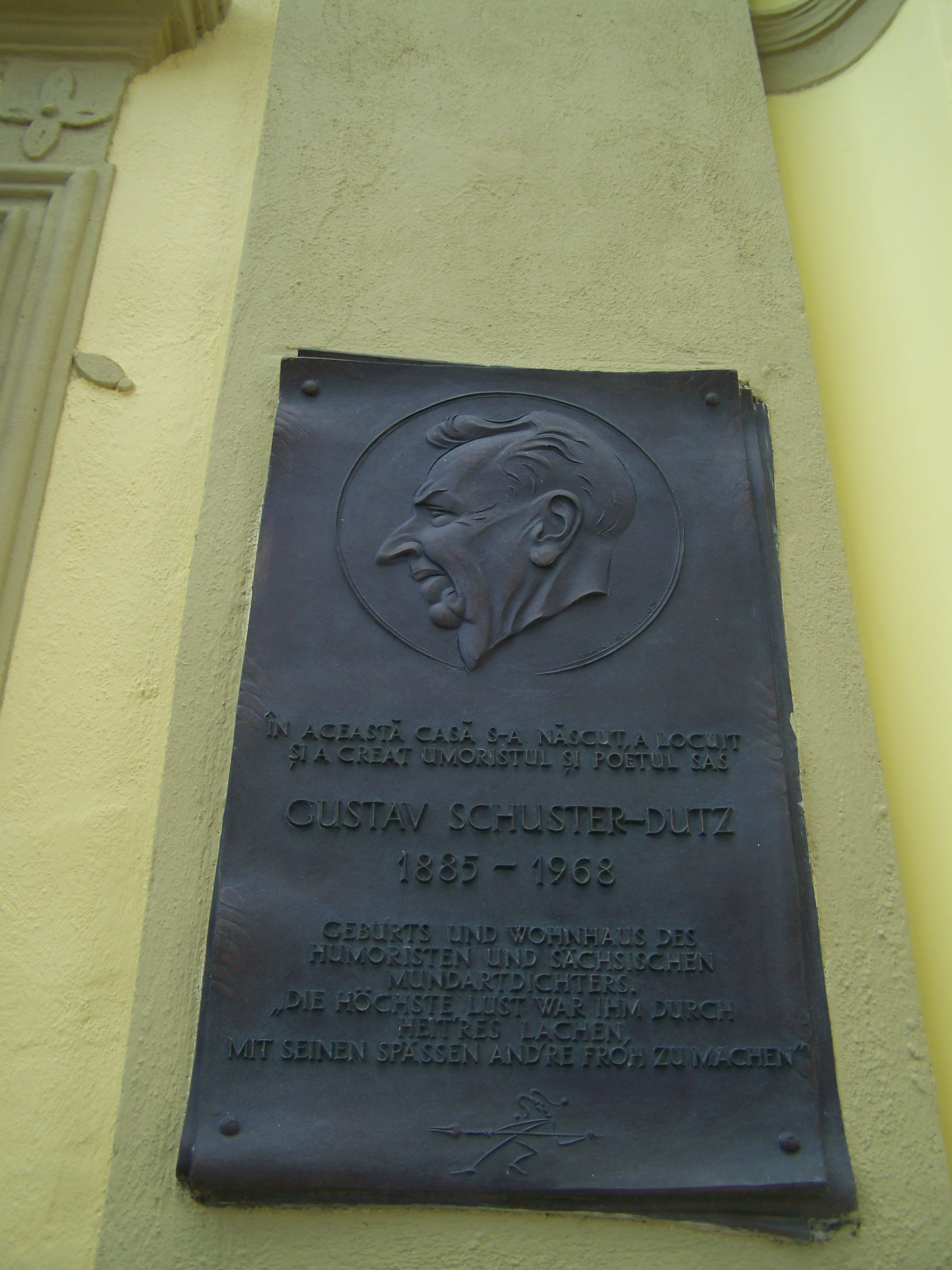
Placă comemorativă a lui Dutz Schuster la casa memorială a acestuia din Mediaș (Mediasch), scriitor sas în dialectul săsesc.

Literatura sașilor transilvăneni, grup constitutiv al diasporei germane încă din Evul Mediu (și al germanilor din România de asemenea după 1918), a evoluat în Transilvania în dialectul lor propriu de-a lungul timpului (i.e., dialectul săsesc). Inițial însă, în Evul Mediu, multe documente ale autorilor sași transilvăneni au fost scrise în latină, dat fiind faptul că latina era limba Bisericii Romano-Catolice (adică a bisericii sașilor înainte de Reforma Protestantă care s-a desfășurat în mod pașnic în Transilvania), iar Biserica Romano-Catolică din Transilvania era „principalul actor al comunicării alfabetizate” pe atunci. Mai târziu, în Epoca modernă, mai multe documente oficiale în limba germană standard (i.e., Hochdeutsch) au fost mai răspândite decât cele scrise în dialectul săsesc.
Ulterior, au fost compilate și publicate balade tradiționale (e.g., De Råch/Die Rache/Răzbunarea) și texte ecleziastice precum Tatăl nostru (i.e., „Foater auser” în sășeste). Au fost urmate de compilații de povești populare de Josef Haltrich (în stilul celor scrise de frații Grimm) și de alte opere literare precum cele de Dutz Schuster. Liceul din Sighișoara sau școala din deal din Sighișoara
(germană Bergschule Schäßburg) poartă numele lui Josef Haltrich de peste 200 de ani.

## Scriitori sași renumiți
Mai jos este o listă a scriitorilor sași renumiți care au scris în latină, dialectul săsesc sau în germană standard (i.e., Hochdeutsch) de-a lungul timpului:
- Johannes Honterus;
- Christian Schesaeus;
- Joseph Haltrich;
- Gustav Schuster (Schuster Dutz);
- Stephan Ludwig Roth;
- Georg Maurer;
- Adolf Meschendörfer;
- Claus Stephani.

Un alt scriitor notabil de origine parțial săsească/germană din Transilvania, dar care a scris în limba română, este Nicolae Breban.

## Galerie

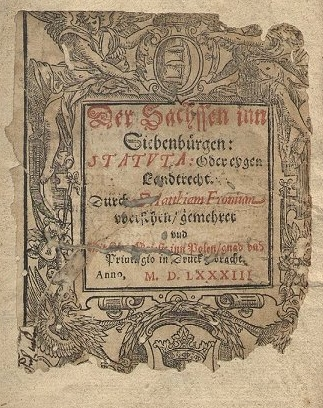
Der Sachssen inn Siebenbürgen (i.e., Sașii din Transilvania) (1583)
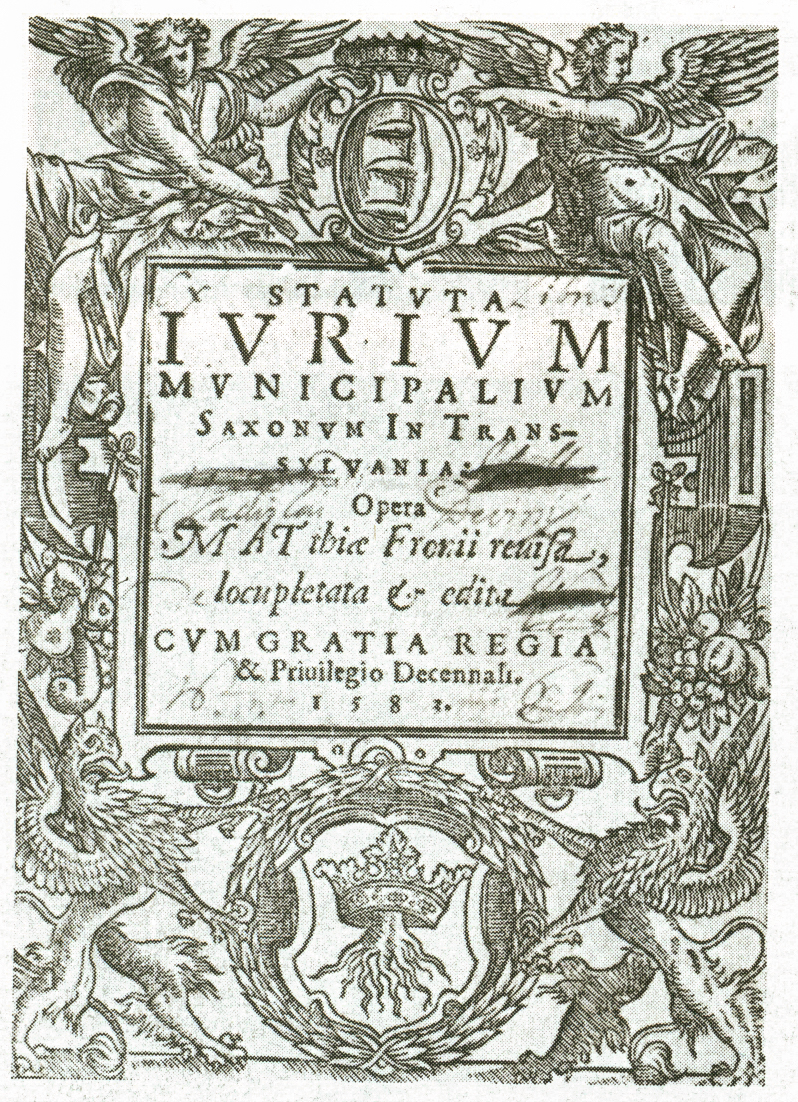
Culegere de legislație săsească tipărită la Brașov/Kronstadt (1583)
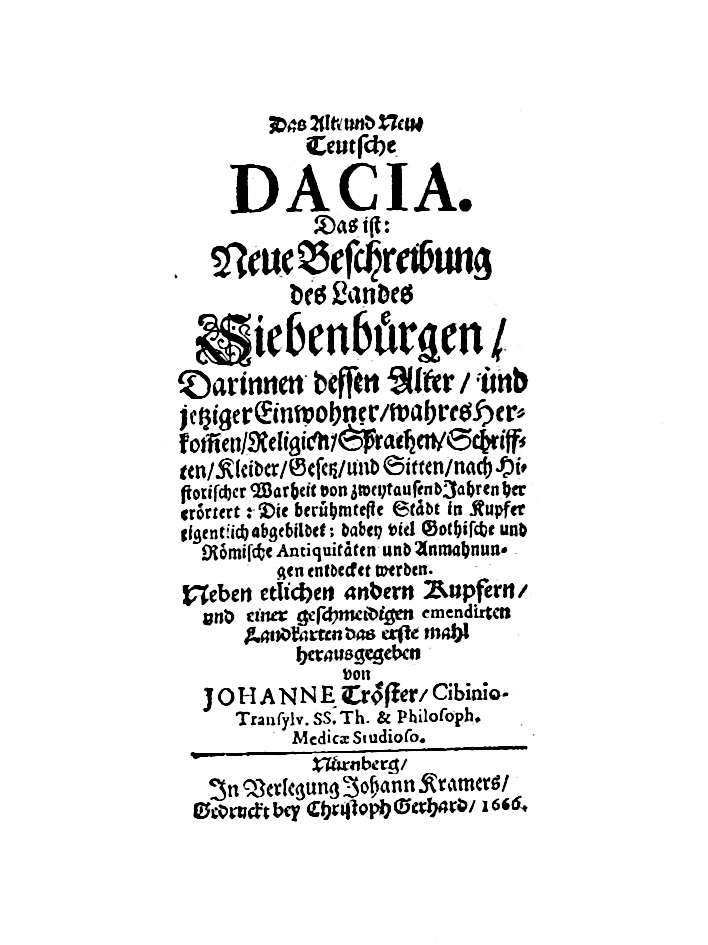
Das Alt- und Neu-Teutsche Dacia (i.e., Vechea și noua Dacie germană) de Johannes Tröster (1666)